# Ālūcheh Molk
Ālūcheh Molk (persiska: آلچه ملک, Alūjeh Molk, Ālcheh Molk, آلوچه ملک) är en ort i Iran.   Den ligger i provinsen Östazarbaijan, i den nordvästra delen av landet, 500 km nordväst om huvudstaden Teheran. Ālūcheh Molk ligger 1 874 meter över havet och antalet invånare är 140.
Terrängen runt Ālūcheh Molk är lite bergig. Runt Ālūcheh Molk är det ganska tätbefolkat, med 70 invånare per kvadratkilometer. Närmaste större samhälle är Ţarzam, 15,5 km nordväst om Ālūcheh Molk. Trakten runt Ālūcheh Molk består i huvudsak av gräsmarker.